# Acenokumarol
Az acenokumarol K-vitamin antagonista, mely gátolja a funkcionálisan aktív II. (protrombin), a VII., a IX. és X. véralvadási faktorok, valamint a protein C és S inhibitorok képződését a májban. Ezt a hatást a K-vitamin-epoxid reduktáz gátlásán keresztül éri el. 
Terápiás hatás a bevétel után 24 órával jelentkezik, a hatás maximuma 2-5 nap múlva alakul ki, a hatás időtartama 5 napot is elérhet.

## Készítmények
- SYNCUMAR
- SYNCUMAR MITE

## Fordítás
- Ez a szócikk részben vagy egészben  az   Acenocoumarol című angol Wikipédia-szócikk fordításán alapul.  Az eredeti cikk szerkesztőit annak laptörténete sorolja fel. Ez a jelzés csupán a megfogalmazás eredetét és a szerzői jogokat jelzi, nem szolgál a cikkben szereplő információk forrásmegjelöléseként.